# Les Soldats de la liberté
Pour plus de détails, voir Fiche technique et Distribution.
Les Soldats de la liberté (Солдаты свободы, Soldaty svobody) est un film soviétique réalisé par Iouri Ozerov, sorti en 1977.

## Fiche technique
- Titre : Les Soldats de la liberté[1]
- Titre original : Солдаты свободы (Soldaty svobody)
- Réalisation : Iouri Ozerov
- Scénario : Iouri Ozerov, Oskar Kourganov, Petre Sălcudeanu
- Photographie : Igor Slabnevitch
- Musique : Iouri Levitine
- Pays d'origine : URSS
- Format : Couleurs - 35 mm - Mono
- Genre : drame
- Durée : 389 minutes (4 épisodes)
- Date de sortie : 1977

## Distribution
- Mikhaïl Oulianov : Gueorgui Joukov
- Vladlen Davydov : Konstantin Rokossovski
- Yakov Tripolski : Iossif Staline
- Viktor Avdiouchko : Ivan Konev
- Evgueni Bourenkov : Alexandre Vassilevski
- Nikolaï Rouchkovski : Kirill Moskalenko
- Evgueni Matveïev : Leonid Brejnev
- Evgueni Chalnikov : Rodion Malinovski
- Galiks Koltchitski : Demian Korottchenko
- Vassili Lanovoï : Andreï Gretchko
- Vladimir Samoïlov : Sergueï Biriouzov
- Ivan Lioubeznov : Fiodor Tolboukhine
- Grigori Mikhaïlov : Mikhaïl Malinine
- Viktor Bortsov : Grigori Oriol
- Nikolaï Zassoukhine : Viatcheslav Molotov
- Fritz Diez : Adolf Hitler